# Франкопан, Фран Крсто
Фран Крсто Франкопан (хорв. Fran Krsto Frankopan), также известный под именами Франьо Крсто Франкопан и Ференц Криштоф Франгепан (венг. Frangepán Ferenc Kristóf; 6 марта 1643 года — 30 апреля 1671 года) — хорватский политик, общественный деятель и поэт. Принадлежал к одному из самых влиятельных и знатных хорватских дворянских родов — Франкопанам. Казнён за участие в антигабсбургском заговоре Зринских-Франкопана.

## Биография

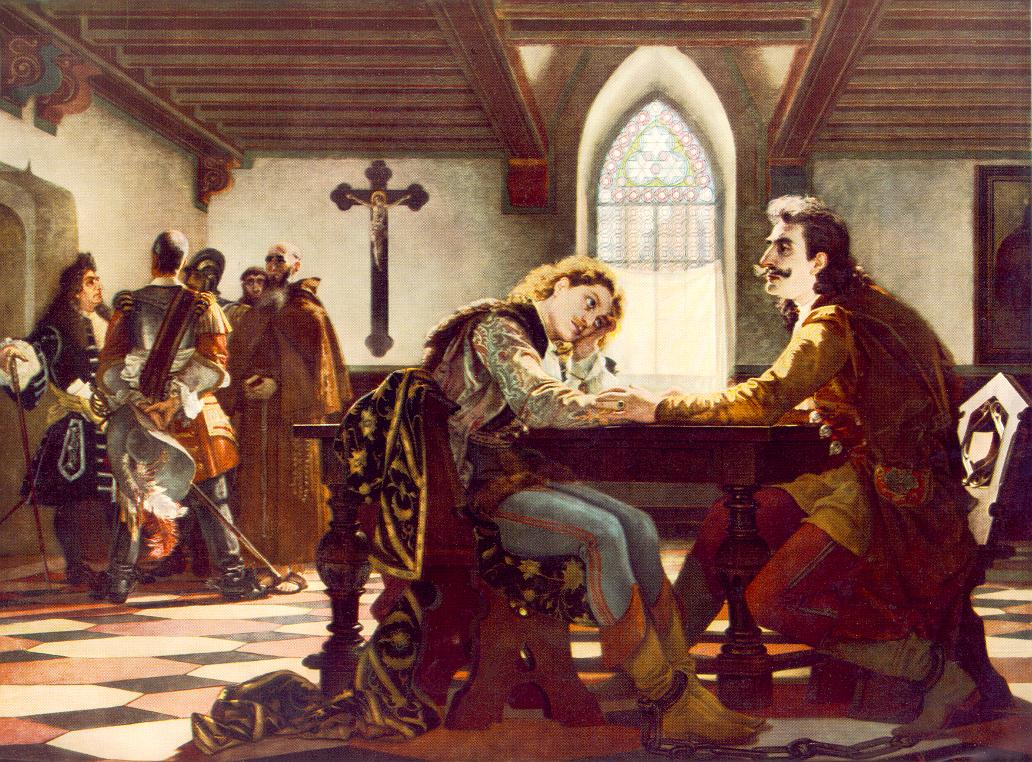
Фран Крсто Франкопан и Пётр Зринский

Родился в Босильево, посёлке в Горском Котаре. Был главой дома Франкопанов и одним из самых влиятельных людей в стране. Фран Крсто Франкопан был одним из организаторов заговора Зринских-Франкопана, направленного против Габсбургов, во владения которых входила тогда Хорватия. В конце марта 1670 года Франкопан произнёс речь в Загребе, призывая горожан к восстанию, однако призыв не был поддержан широкими кругами хорватского общества. Видя, что заговор обречён на неудачу, Пётр Зринский и Фран Крсто Франкопан прибыли в Вену, чтобы добровольно предстать перед судом. Оба были взяты под арест и после длительного процесса по делу о государственной измене обоим был вынесен смертный приговор, который был приведен в исполнение 30 апреля 1671 года в Винер-Нойштадте.

## Творчество
Поэтическое наследие Франа Франкопана было обнаружено лишь 200 лет спустя после его смерти. Он писал на кайкавском диалекте хорватского языка. Многие стихотворения были написаны им уже в тюрьме. Сборник «Сад забав» включает в себя стихотворения различных жанров: анакреонтическая поэзия, идиллия, стихи-раздумья, религиозная лирика. В сборнике «Песни молодецкие» приведены стихотворения, близкие по духу к народному фольклору. Фран Франкопан первым ввёл в лирику народный стих-десятисложник. Кроме создания собственных стихотворений, Франкопан занимался переводами на хорватский с других языков, в частности, в тюрьме он перевёл на хорватский Жоржа Дандена Мольера.

## Память

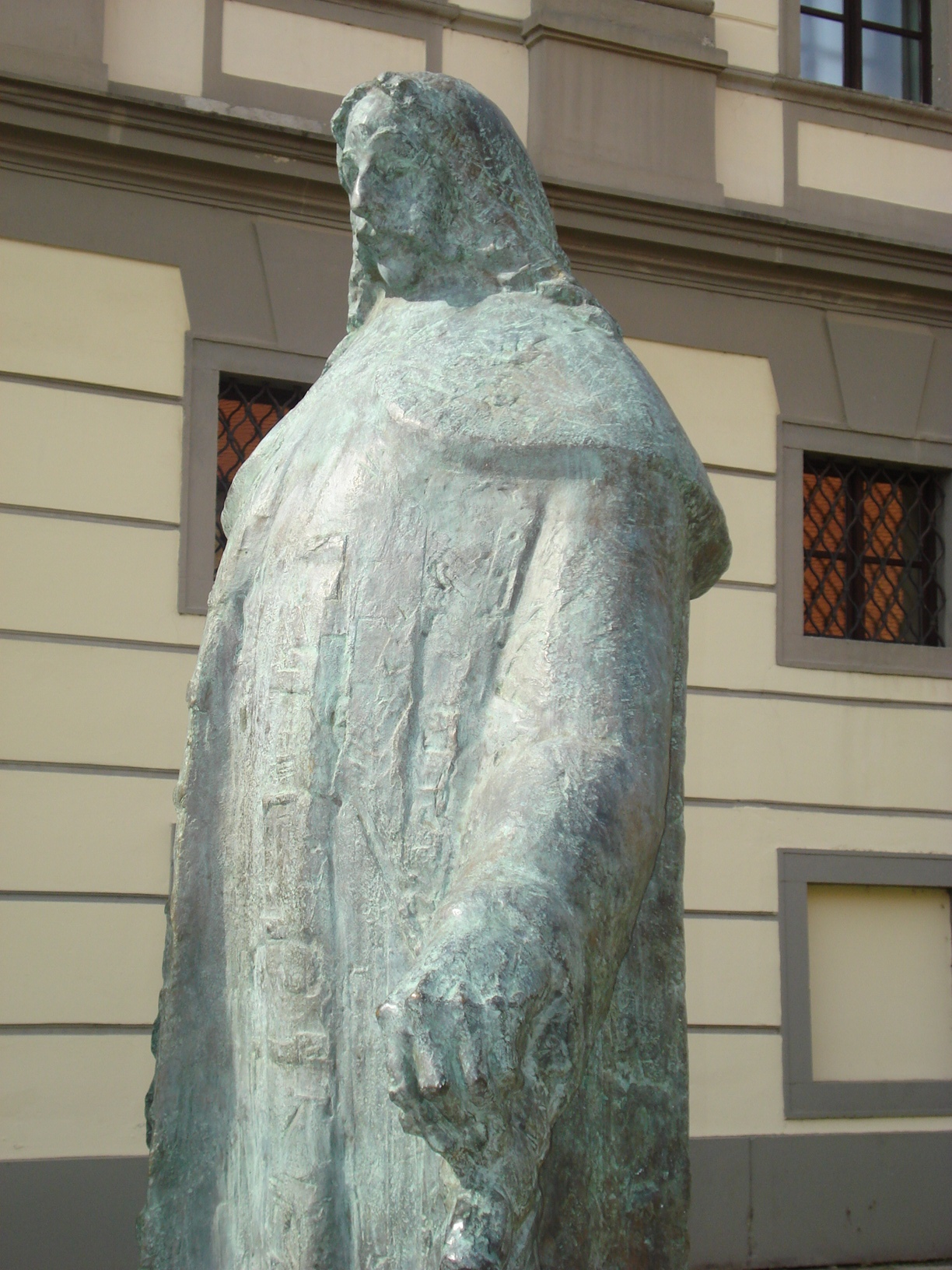
Памятник Ф. К. Франкопану в Чаковце

После ликвидации Австро-Венгрии по окончании первой мировой войны останки Петра Зринского и Франа Крсто Франкопана были перенесены в крипту Загребского собора. В современной Хорватии Фран Крсто Франкопан почитается героем борьбы за свободу Хорватии. Портреты Франа Крсто Франкопана и Петра Зринского помещались на аверс купюры в 5 кун (ныне выведена из обращения).